# Condado de Stanton (Kansas)
El condado de Stanton (en inglés: Stanton County), fundado en 1887, es uno de 105 condados del estado estadounidense de Kansas. En el año 2005, el condado tenía una población de 2,245 habitantes y una densidad poblacional de 1.3 personas por km². La sede del condado es Johnson City. El condado recibe su nombre en honor al abogado Edwin M. Stanton.

## Geografía
Según la Oficina del Censo, el condado tiene un área total de 1761 km² (679,9 mi²), de la cual 1761 km² (679,9 mi²) es tierra y 0 km² (0 mi²) (0.00%) es agua.

### Condados adyacentes
- Condado de Hamilton (norte)
- Condado de Kearny (noreste)
- Condado de Grant (este)
- Condado de Stevens (sureste)
- Condado de Morton (sur)
- Condado de Baca, Colorado (oeste)
- Condado de Prowers, Colorado (noroeste)

## Demografía
Según la Oficina del Censo en 2000, los ingresos medios por hogar en el condado eran de $40,172, y los ingresos medios por familia eran $46,300. 
Los hombres tenían unos ingresos medios de $30,236 frente a los $21,250 para las mujeres. La renta per cápita para el condado era de $18,043. Alrededor del 14.90% de la población estaban por debajo del umbral de pobreza.

## Localidades
Población estimada en 2004;
- Johnson City, 1,495 (sede)
- Manter, 178

## Municipios
El condado de Stanton está dividido entre tres municipios. El condado no tiene ninguna ciudad independiente a nivel de gobierno, y todos los datos de población para el censo e las ciudades son incluidas en el municipio.

## Educación

### Distritos escolares
- Stanton County USD 452